# NGC 7837
NGC 7837 je spirální galaxie v souhvězdí Ryby. Její zdánlivá jasnost je 14,6m a úhlová velikost 0,4′ × 0,3′. Vzdálená je 492 milionů světelných let, její skutečný průměr je 60 tisíc světelných let. S galaxií NGC 7838 tvoří interagující pár galaxií, který je zařazen v Arpově katalogu s číslem 246. Objekt objevil 29. listopadu 1864 Albert Marth.